# PW-5戰鬥機
PW-5戰鬥機（荷蘭語：Fokker PW-5，設計編號F.V）是一款由荷蘭福克飛行器公司研發的伞式单翼戰鬥機，只生產了12架，用來出口至美國，主要是用作進階訓練機。

## 歷史
在第一次世界大戰結束簽下康边停战协定後，美國評估了D.VIII伞翼戰鬥機和D.VII雙翼戰鬥機後，在1921年向福克訂購兩架以D.VIII設計為基礎的試驗機，但採用美國的V8發動機，用來評價這些飛機的性能。福克把這款飛機的編號定為F.VI，機翼悬臂由膠合板所製，典型的福克鋼管機身，機身前方有板甲保護，然而散热器和機翼油箱則沒有此保護。首2架PW-5在1921年交付，其中一架在1922年3月13日墜毀，隨後美國再多訂購10架。

## 性能
基本诸元
- 乘员： 1人
- 长度： 7.95公尺（26英呎1英吋）
- 翼展： 12.01公尺（39英呎5英吋）
- 高度： 2.74公尺（9英呎0英吋）
- 翼面积： 22.9平方公尺（247平方英呎）
- 空重： 878公斤（1,935磅）
- 总重： 1,218公斤（2,686磅）
- 发动机： 1 × Wright-Hispano water-cooled V-8 engine，220千瓦（300匹馬力）

性能
- 最大速度： 232公里/時（144英里/時）